# Регулятор напряжения

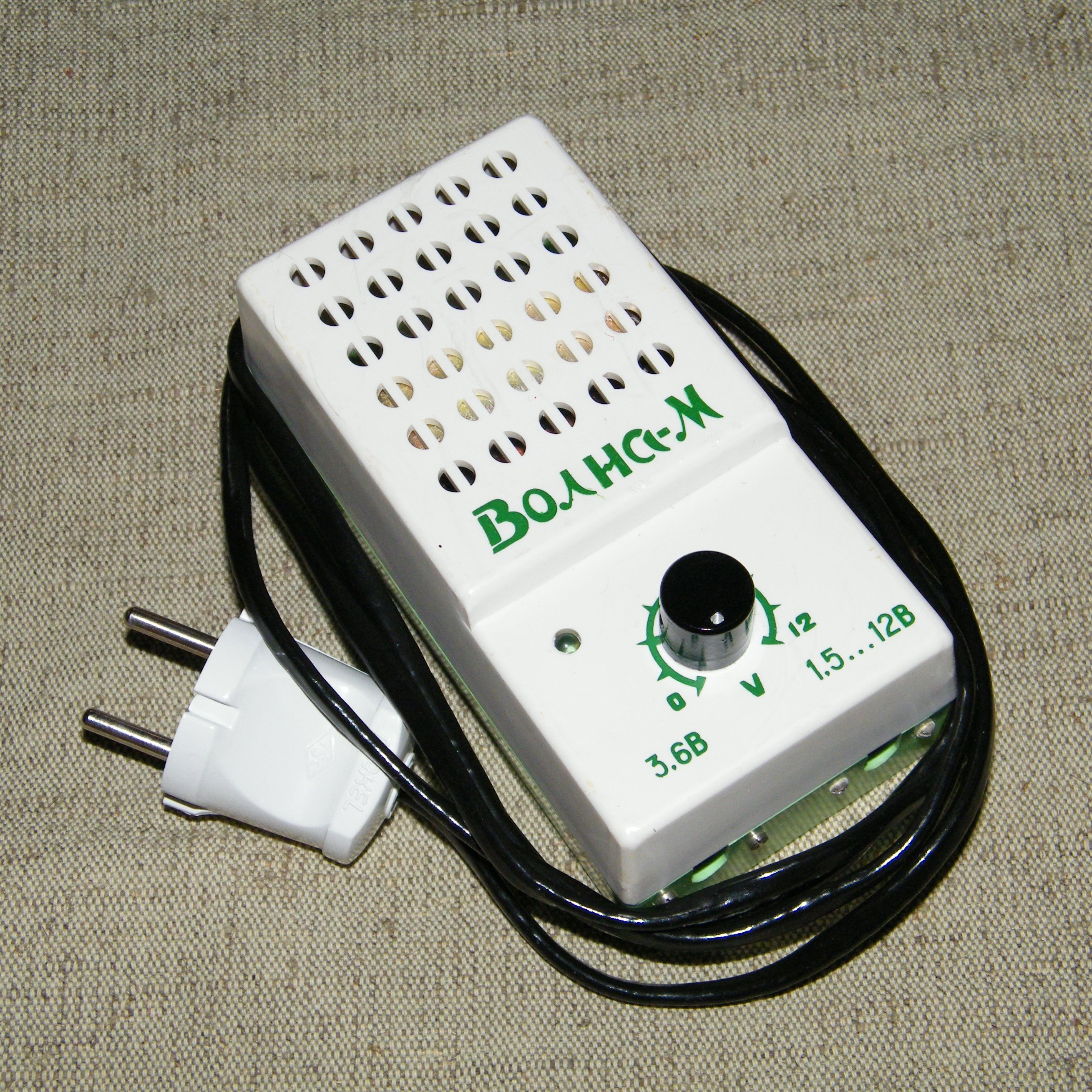
Блок питания «Волна-М» для бытовых электронных устройств с регулятором напряжения. СССР, 1980-е годы.

Регулятор напряжения — это устройство, позволяющее изменять величину электрического напряжения на выходе при воздействии на органы управления, либо при поступлении управляющего сигнала.
Регулятор напряжения может быть, как нестабилизированным, так и стабилизированным. Стабилизированный регулятор напряжения, кроме регулятора напряжения, содержит в себе ещё и стабилизатор напряжения. В англоязычной традиции регулятором напряжения называют стабилизатор напряжения, а тиристорный регулятор напряжения называют voltage controller.
Используется как в составе электронной аппаратуры, так и в виде отдельного изделия.
О применении специализированных стабилизаторов напряжения на авто- и мототранспорте смотри статью Автомобильный генератор.

## Принципиальная схема регулятора напряжения с компенсационным стабилизатором

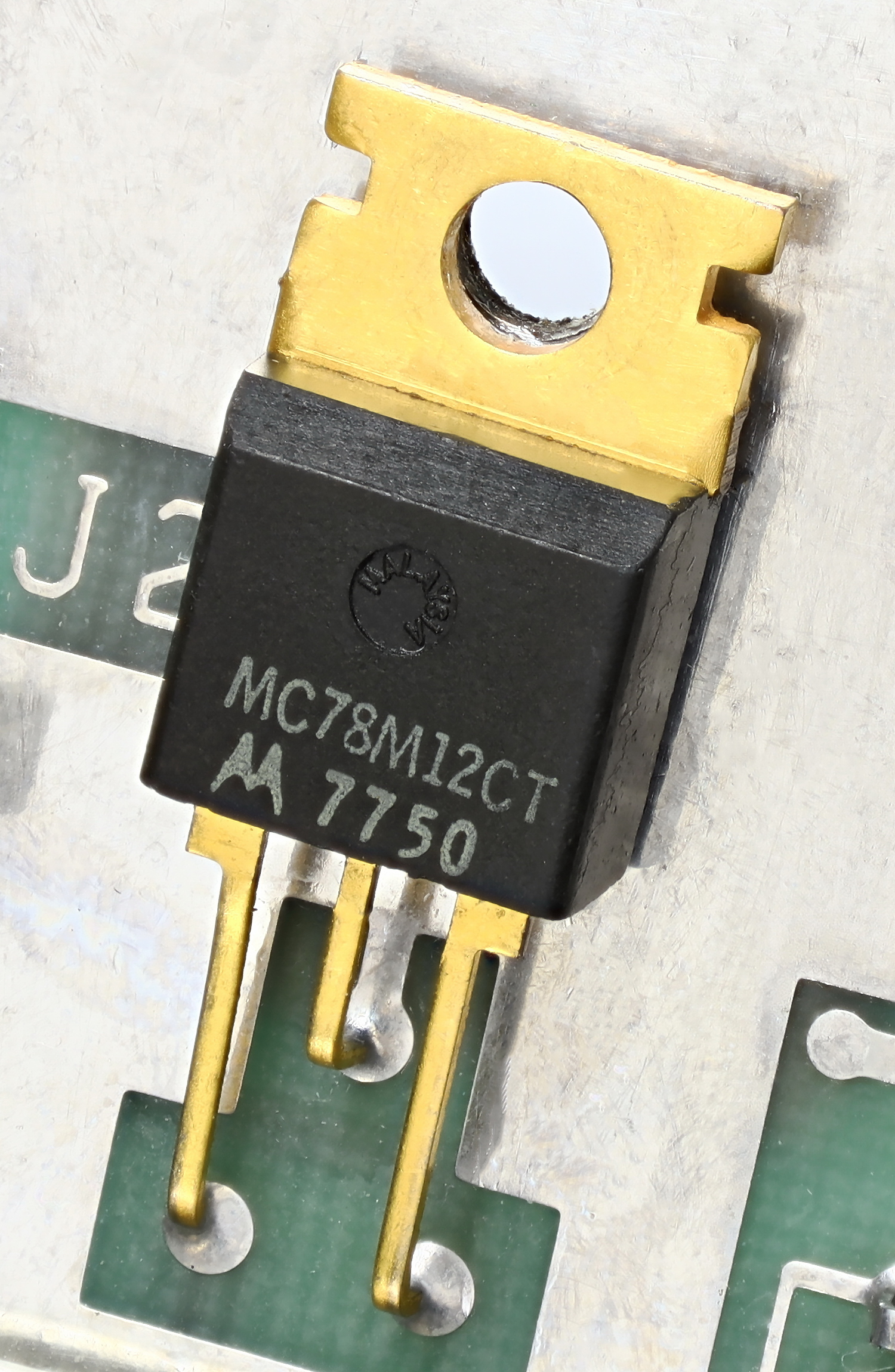
Микросхема стабилизатора напряжения типа 7812 на 12 вольт и предельным током стабилизации 1 ампер

Устройство подключается входным разъёмом +UIn и «землёй» к выпрямителю переменного напряжения или иному источнику постоянного нестабилизированного напряжения.
Стабилизированное напряжение на нагрузку RL' снимается с +UOut. Биполярный транзистор]] Q — регулирующий элемент стабилизатора. Управляющее постоянное напряжение на его базу подаётся от усилителя рассогласования выполненного на операционном усилителе OA. Опорное напряжение усилитель рассогласования получает от параметрического стабилизатора, состоящего из резистора Rv и стабилитрона Dz. Дифференциальный усилитель рассогласования сравнивает опорное напряжение и некоторую часть выходного напряжения стабилизатора, снимаемую с делителя напряжения R1-R2-R3. Регулировка выходного напряжения стабилизатора производится переменным резистором R2.
Делитель напряжения R1-R2-R3 также служит балластным сопротивлением, поддерживающим активный режим транзистора Q при отключенной нагрузке RL.